# Aire d'attraction de Vesoul
L'aire d'attraction de Vesoul est un zonage d'étude défini par l'Insee pour caractériser l’influence de la commune de Vesoul sur les communes environnantes. Publiée en octobre 2020, elle se substitue à l'aire urbaine de Vesoul, qui comportait 111 communes dans le zonage de 2010.

## Définition
L'aire d'attraction d'une ville est composée d’un pôle, défini à partir de critères de population et d’emploi ainsi que d’une couronne constituée des communes dont au moins 15 % des actifs travaillent dans le pôle. Le pôle d’attraction constitue ainsi un point de convergence des déplacements domicile-travail,.

## Géographie
L’aire d'attraction de Vesoul est une aire inter-départementale qui comporte 158 communes : 157 situées dans la Haute-Saône et 1 dans le Doubs (Bonnal). 

### Carte

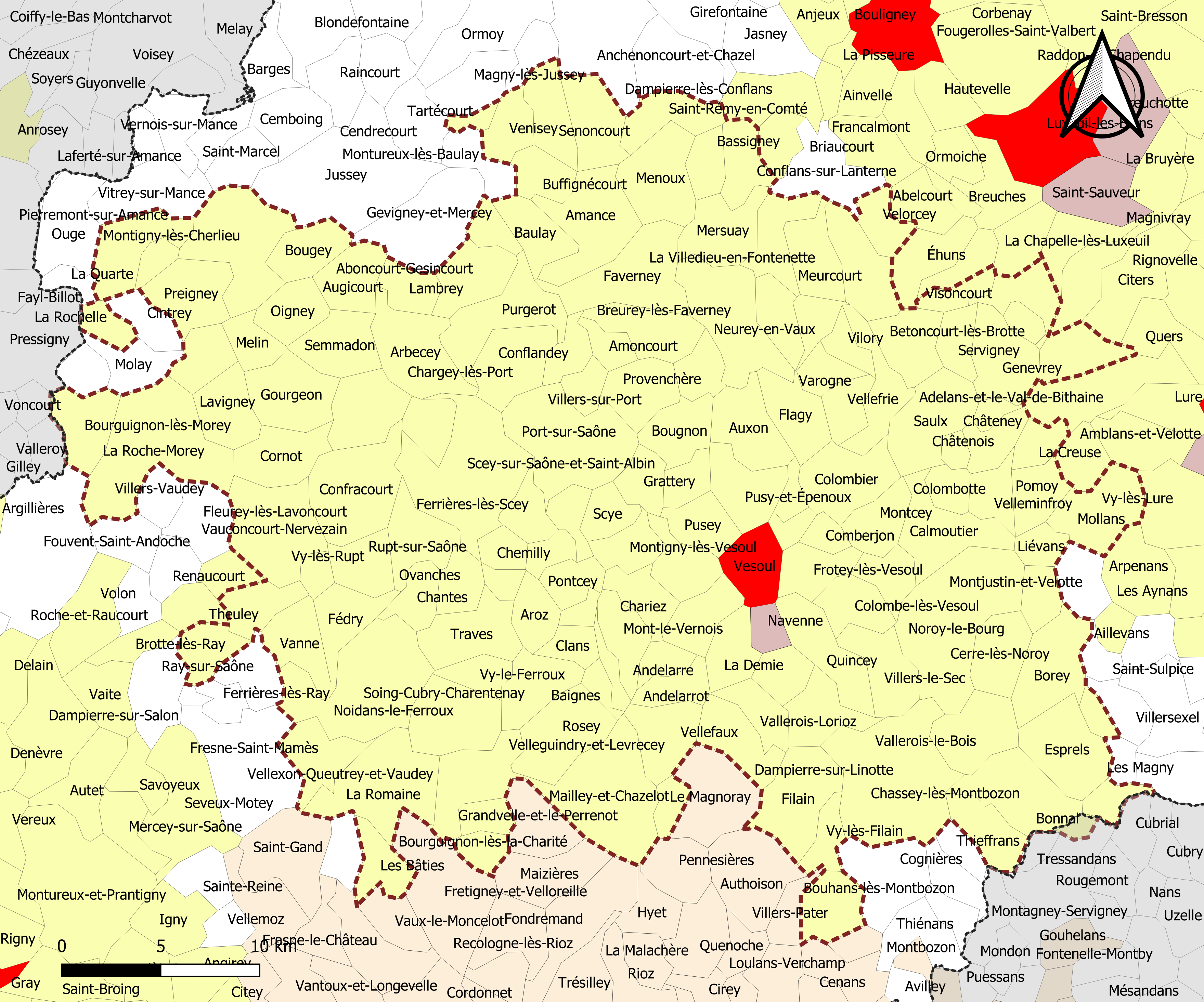
Carte de l'aire d'attraction de Vesoul.
Commune-centre
Commune du pôle principal
Commune de la couronne

### Composition communale
| Catégorie                 | Département | Communes | Communes |
| Catégorie                 | Département | Nombre   | Libellé |
| ------------------------- | ----------- | -------- | --- |
| Commune-centre            | Haute-Saône | 1        | Vesoul. |
| Commune du pôle principal | Haute-Saône | 1        | Navenne. |
| Communes de la couronne   | Haute-Saône | 155      | Aboncourt-Gesincourt, Amance, Amoncourt, Andelarre, Andelarrot, Arbecey, Aroz, Augicourt, Autrey-lès-Cerre, Auxon, Baignes, Les Bâties, Baulay, Betoncourt-lès-Brotte, Borey, Bougey, Bougnon, Bourguignon-lès-Conflans, Bourguignon-lès-la-Charité, Bourguignon-lès-Morey, Boursières, Breurey-lès-Faverney, Brotte-lès-Luxeuil, Bucey-lès-Traves, Buffignécourt, Calmoutier, Cerre-lès-Noroy, Chantes, Chargey-lès-Port, Chariez, Charmoille, Chassey-lès-Montbozon, Chassey-lès-Scey, Châteney, Châtenois, Chauvirey-le-Châtel, Chauvirey-le-Vieil, Chaux-lès-Port, Chemilly, Clans, Colombe-lès-Vesoul, Colombier, Colombotte, Combeaufontaine, Comberjon, Conflandey, Confracourt, Contréglise, Cornot, Coulevon, La Creuse, Creveney, Cubry-lès-Faverney, Dambenoît-lès-Colombe, Dampierre-sur-Linotte, Dampvalley-lès-Colombe, La Demie, Échenoz-la-Méline, Équevilley, Esprels, Faverney, Fédry, Ferrières-lès-Scey, Filain, Flagy, Fleurey-lès-Faverney, Fouchécourt, Fresne-Saint-Mamès, Frotey-lès-Vesoul, Genevrey, Gourgeon, Grandecourt, Grattery, Lambrey, Lavigney, Lieffrans, Liévans, Le Magnoray, Mailleroncourt-Charette, Mailley-et-Chazelot, Malvillers, Marast, Melin, Menoux, Mersuay, Meurcourt, Mollans, Montcey, Montigny-lès-Cherlieu, Montigny-lès-Vesoul, Mont-le-Vernois, La Roche-Morey, Neurey-en-Vaux, Neurey-lès-la-Demie, Neuvelle-lès-la-Charité, La Neuvelle-lès-Scey, Noidans-le-Ferroux, Noidans-lès-Vesoul, Noroy-le-Bourg, Oigney, Ovanches, Pomoy, Pontcey, La Romaine, Pont-sur-l'Ognon, Port-sur-Saône, Preigney, Provenchère, Purgerot, Pusey, Pusy-et-Épenoux, Quincey, Raze, Roche-sur-Linotte-et-Sorans-les-Cordiers, La Rochelle, Rosey, Rupt-sur-Saône, Saint-Rémy-en-Comté, Saulx, Scey-sur-Saône-et-Saint-Albin, Scye, Semmadon, Senoncourt, Servigney, Soing-Cubry-Charentenay, Tartécourt, Theuley, Thieffrans, Tincey-et-Pontrebeau, Traves, Vaivre-et-Montoille, Vallerois-le-Bois, Vallerois-Lorioz, Le Val-Saint-Éloi, Vanne, Varogne, Vauchoux, Vauconcourt-Nervezain, Vellefaux, Vellefrie, Velleguindry-et-Levrecey, Velle-le-Châtel, Velleminfroy, Velorcey, Venisey, La Villedieu-en-Fontenette, La Villeneuve-Bellenoye-et-la-Maize, Villeparois, Villers-le-Sec, Villers-sur-Port, Vilory, Visoncourt, Vy-le-Ferroux, Vy-lès-Rupt, Vy-lès-Filain. |
| Communes de la couronne   | Doubs       | 1        | Bonnal. |

## Démographie
Cette aire est catégorisée dans les aires de 50 000 à moins de 200 000 habitants, une catégorie qui regroupe 18,4 % de la population au niveau national.